# Phorotrophus flavus
Phorotrophus flavus là một loài tò vò trong họ Ichneumonidae.